# 日本ヘルシー産業脱税事件
日本ヘルシー産業脱税事件（にほんヘルシーさんぎょうだつぜいじけん）とは、群馬県高崎市で発生した脱税事件。所在不明の被告に対して公訴の提起と棄却を繰り返すことで公訴時効を延長した事件として知られる。

## 概要
群馬県高崎市の健康食品販売会社「日本ヘルシー産業」は、インド原産植物ギムネマを使った錠剤販売などで得た1994年3月期と翌1995年3月期の法人所得約12億7000万円のうち約8億8000万円を税務申告せず、法人税約3億3000万円を脱税した。
1996年10月3日に関東信越国税局は「日本ヘルシー産業」及び「日本ヘルシー産業」社長Xを法人税法違反で前橋地検に告発した。刑事告発した翌1997年から所在不明となり、1999年5月31日に脱税の公訴時効（5年）が成立しそうになったのを受けて、同年3月31日に前橋地検は「日本ヘルシー産業」社長を所在不明のまま起訴した。刑事訴訟法等では「公訴時効は起訴した時点で進行が停止し、裁判所が公訴棄却を確定すると進行が始まる」「所在不明で未送達の状態が二ヶ月間続くと公訴が棄却される」という中で、前橋地検は公訴棄却されると同時に即日公訴をすると手続きに要する一日だけしか公訴時効が進行せず、公訴提起と棄却を繰り返すと、公訴時効期限は約10年間延長される計算になる。前橋地検は「証拠も十分で容疑事実が固まった。逃げ得は許さない」と述べている。
2007年3月27日、42回目の起訴を繰り返していた中で、逃亡していたXを群馬県高崎市内で逮捕した。同年4月13日にXを法人税法違反で43回目の起訴で確定した。圓川慶二前橋地検次席検事は証拠の散逸がないこと等を理由に「時効制度の趣旨を逸脱するものではない」と述べた。
裁判での被告人質問でXは逃亡の理由について「以前に薬事法違反で逮捕・起訴された際に、様々な質問を受けたことが面倒だった。自信はなかったが、ただ漠然と逃げた」と述べた。2007年7月11日に前橋地裁は「自由に使える金がほしいなど身勝手な動機。十年間も逃亡して悪質だが、延滞税を約5億円納め、反省の態度も示している」としてXに対して懲役2年執行猶予5年罰金7000万円の有罪判決を言い渡した。

## 評価
逃亡している被疑者について身柄を拘束しないまま起訴をして起訴状未送達で裁判所に公訴棄却されて即日公訴を繰り返すという主張で公訴時効成立を遅らせる手法について、日本大学法科大学院教授の板倉宏教授は「被疑事実が固まっており、被疑者が逃げて未達となっているため、逃げ得での免訴を防ぐために仕方ない手法だと感じる」、白鴎大学法科大学院の土本武司教授は「逃げ得を許さないという検察官の使命感は理解できなくもないが、こうした例が増えれば時効制度が有名無実になってしまう」とそれぞれ述べた。